# Plethodon savannah
Plethodon savannah är en groddjursart som beskrevs av Highton in Highton, Maha och Linda Resnick Maxson 1989. Plethodon savannah ingår i släktet Plethodon och familjen lunglösa salamandrar. Inga underarter finns listade i Catalogue of Life.